# Josef Maria Eder

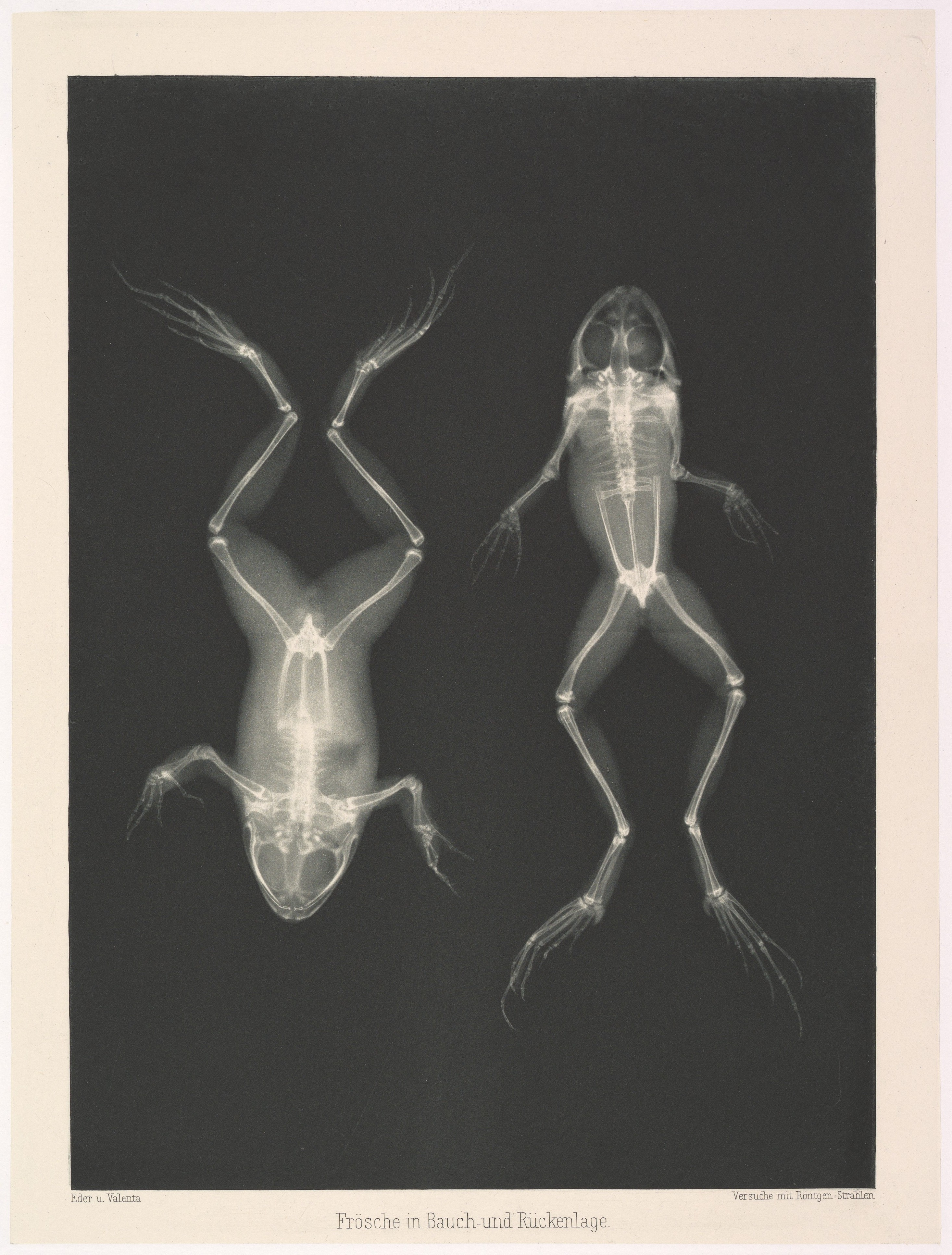
Antiga foto em raio-X de sapos por Eder.

Josef Maria Eder (Krems an der Donau, Áustria-Hungria, 16 de março de 1855 – Kitzbühel, Áustria, 18 de outubro de 1944) foi um químico austríaco especializado em química da fotografia.

## Vida e obra
Eder estudou química, física e matemática na Universidade Técnica de Viena e na Universidade de Viena. Em 1876 obteve um doutorado e em 1879 a habilitação, tornando-se depois professor da Universidade Técnica de Viena. Suas pesquisas foram focadas então na química da fotografia. Após passar algum tempo na Staatliche Gewerbeschule Vienna, foi professor da Höhere Gewerbeschule Vienna. Esta mudança lhe possibilitou fazer pesquisas. Nos anos seguintes desenvolveu o processo da prata coloidal. Chapas fotográficas ortocromáticas, em combinação com um filtro de cores contra atuando com as placas de sensitividade inomogênea à luz de diferentes comprimentos de onda resultaram em imagens em preto e branco mostrando todas as cores da luz em seu real brilho.
Eder foi professor da Universidade Técnica de Viena de 1892 a 1925. Eder tentou implementar métodos científicos no desenvolvimento de processos fotográficos. Em partivular, usou métodos espectroscópicos e inventou diversos novos instrumentos, incluindo o "fotômetro Eder-Hecht de cunha neutra" (com Walter Hecht (1896–1960)). Uma outra invenção sua foi o "fotômetro de oxalato de mercúrio", um fotômetro químico para medir a intensidade de radiação ultravioleta. Depois que o efeito de raios X Depois que o efeito de raios X sobre material fotográfico foi publicado, Eder fez pesquisas para melhorar a sensitividade de material fotográfico aos raios X. Aproximadamente em 1884 Eder começou a escrever seu Extensive Handbook of Photography, que ainda é disponível em reimpressões. Recebeu o Prêmio Lieben de 1895 e tornou-se membro da Academia Austríaca de Ciências em 1930. Eder fundou o Instituto para Fotografia e Técnicas de Reprodução (atual Höhere Graphische Bundes- Lehr- und Versuchsanstalt).

## Distinções
Em 1884 recebeu a Progress Medal da Photographic Society of Great Britain (conhecida atualmente como Royal Photographic Society).
- Prêmio Lieben, 1895
- Medalha Wilhelm Exner, 1923